# الدوري البلجيكي الممتاز 1895–96
الدوري البلجيكي الممتاز 1895–96 (بالفرنسية: Championnat de Belgique de football 1895-1896)‏ هو الموسم 1 من Belgian football league system ‏. أقيم خلال الفترة 10 نوفمبر 1895 وحتى 3 مايو 1896، وأشرف على تنظيمه الاتحاد الملكي البلجيكي لكرة القدم، وكان عدد الأندية المشاركة فيه 7، وفاز فيه نادي لييج.